# 郑训楠
郑训楠（1939年9月—2019年11月17日），中华人民共和国政治人物。

## 生平
1960年9月至1964年8月在皖南大学（现安徽师范大学）生物系学习。
1964年9月至1971年2月任上海市青锋中学任教。1971年2月至1981年8月在六安地区农业局植保站工作。1978年1月加入中国共产党。1981年8月进入安徽省人大常委会工作，历任安徽人大办公厅行政处副处长、综合处副处长，城乡建设工作委员会办公室副主任、主任，城乡建设工作委员会副主任，1998年3月任安徽省人大常委会城乡建设环境与资源保护工作委员会副主任。1999年12月退休，享受副厅级待遇。
2019年11月17日因病逝世，享年81岁。